# Binormativismo
O binormativismo é uma proposta de estabelecimento de duas normativas ortográficas plenamente válidas e oficiais para o galego que os seus promotores afirmam retirar da existência de duas formas oficiais para o norueguês. Existem dois padrões considerados formas da mesma língua norueguesa: Bokmål ou língua bokmål norueguesa, mais próximo da língua dinamarquesa, e Nynorsk ou língua nova norueguesa desenvolvido a partir dos dialetos ocidentais do país. 

Mapa de idiomas dos municípios noruegueses. Os concelhos em vermelho adotaram Bokmål, enquanto os em azul optaram por Nynorsk; a cor cinza representa as áreas não especificamente atribuídas a nenhuma das variantes.

## Proposta para a língua galega
A Lei de Normalização da Língua, na sua disposição complementar, estabelece que Em matéria de regulamentação, actualização e correcta utilização da língua galega, será considerado o critério de autoridade estabelecido pela Real Academia Galega e, portanto, é a norma elaborada pela RAG que constitui a regulamentação oficial da língua galega. Por outro lado, existem vários coletivos do movimento denominado reintegracionismo, que promovem a convergência ortográfica entre galego e português. Entre elas destacam-se a Associaçom Galega da Língua, que desde 1981 promove um padrão ortográfico próprio; e a Academia Galega da Língua Portuguesa, observadora consultiva da Comunidade dos Países de Língua Portuguesa.
Por isso, hoje existem duas regras conflitantes, as regras oficiais galegas e as regras reintegracionistas galegas não oficiais. Para tentar superar este conflito regulatório, a AGAL lançou uma proposta conhecida como binormativismo, que assumiu como eixo programático em 2018. No entanto, dentro do movimento reintegracionista a sua aceitação não foi geral. Desde então, várias pessoas se manifestaram, tanto a favor quanto contra a proposta. Em 2019, Víctor Freixanes, então diretor do RAG e falando de uma perspectiva pessoal, não o apoiou. Por seu lado, o filólogo Xosé Ramón Freixeiro Mato, a escritora Marica Campo, o filólogo e escritor Carlos Callón e o escritor Vítor Vaqueiro foram favoráveis.